# Mosquiter de Kulambangra
El mosquiter de Kulambangra (Phylloscopus amoenus) és una espècie d'ocell de la família dels fil·loscòpids (Phylloscopidae). És endèmic deKulambangra, una de les Illes Salomó. Els seus hàbitats principals són els boscos tropicals i subtropicals de frondoses humits de l'estatge montà. El seu estat de conservació es considera vulnerable.